# 西岡和哉 (スピードスケート選手)
西岡 和哉（にしおか かずや）は、日本のスピードスケート選手。北海道十勝支庁音更町出身。

## 経歴
音更町立下士幌小学校6年次の1990年には、北部方面スピードスケート競技大会の1500mで2分22秒32の大会記録を作った。この記録は20年以上破られていない。
北海道池田高等学校から専修大学を経て吉田産業に入社した。
1997年10月25日にエムウェーブで行われた記録会で36秒80を出して1位となった。11月2日まで行われた、ワールドカップ派遣選手選考協議会で堀井学、宮部保範に次いで3位となり、ISUワールドカップ前半戦に派遣されることが決定、9日、カルガリーのオリンピックオーバルで行われた記録会では、男子1000mで清水宏保に次いで2位に入った。同年12月の全日本スプリントスピードスケート選手権大会では総合得点で6位となった。
1999年1月9日、全日本学生で山崎裕哉、小須田典之、篠原裕太郎と2分25秒17の日本記録を作った。
同年のアジア冬季競技大会の男子500mでは銅メダルを獲得した。
2002年1月の第57回国民体育大会では青森県代表の旗手を務めた。